# A Law Unto Himself (film 1914)
A Law Unto Himself è un cortometraggio muto del 1914 diretto e interpretato da Robert Z. Leonard.

## Produzione
Il film fu prodotto dalla Rex Motion Picture Company.

## Distribuzione
Distribuito dall'Universal Film Manufacturing Company, il film - un cortometraggio di due bobine - uscì nelle sale cinematografiche USA il 18 giugno 1914.